# 张迪 (柔道运动员)
张迪（1968年7月4日—）是一名中国女子柔道运动员。她在1992年巴塞罗那夏季奥林匹克运动会中，参加了女子柔道比赛并获得61公斤级铜牌。